# 동네스타 전국방송 내보내기
《동네스타 전국방송 내보내기》는 KBS 2TV로 방영되는 한국방송공사의 텔레비전 프로그램이며 2016년 3월 30일부터 2016년 7월 13일까지 방송되었다.
《전국노래자랑》 예선 현장의 리얼한 이야기를 담았다.

## 진행자
- 이수근
- 홍진영
- 리지
- 안소미

## 시청률
| 회차 | 방송일          | 부제                   | 시청률 |
| ---- | --------------- | ---------------------- | ------ |
| 1회  | 2016년 3월 30일 | 전라남도 진도군 편     | 5.2%   |
| 2회  | 2016년 4월 6일  | 경기도 수원시 편       | 4.8%   |
| 3회  | 2016년 4월 13일 | 서울특별시 영등포구 편 | 8.1%   |
| 4회  | 2016년 4월 20일 | 전라남도 구례군 편     | 4.1%   |
| 5회  | 2016년 4월 27일 | 경상북도 의성군 편     | 4.1%   |
| 6회  | 2016년 5월 4일  | 세종특별자치시 편      | 3.9%   |
| 7회  | 2016년 5월 11일 | 경상남도 고성군 편     | 4.5%   |
| 8회  | 2016년 5월 18일 | 경기도 연천군 편       | 3.7%   |
| 9회  | 2016년 5월 25일 | 서울특별시 은평구 편   | 3.9%   |
| 10회 | 2016년 6월 1일  | 대전광역시 서구 편     | 3.7%   |
| 11회 | 2016년 6월 8일  | 전라남도 장흥군 편     | 4.4%   |
| 12회 | 2016년 6월 22일 | 경상북도 군위군 편     | 3.6%   |
| 13회 | 2016년 6월 29일 | 서울특별시 양천구 편   | 3.3%   |
| 14회 | 2016년 7월 6일  | 강원도 고성군 편       | 4.2%   |
| 15회 | 2016년 7월 13일 | '동네스타' 스페셜 편   | 3.2%   |

## 결방
- 2016년 6월 15일 : 《어느날 갑자기 외.개.인》의 스페셜 방송으로 인한 결방